# Национално сдружение - Български земеделски народен съюз
Национално сдружение – Български земеделски народен съюз (НС-БЗНС) е българска политическа партия с лидер Яне Янев съществувала от 2000 до края на 2005 г. На 11 декември 2005 г., по време на четвъртия ѝ извънреден конгрес, организацията се трансформира в партия „Ред, законност и справедливост“. На конгреса Янев казва, че партията има 27 500 „редовно отчетени членове“.

## Участия на избори

#### Местни избори
Участват в местните избори за кметове и общински съветници през 2003 г. За кандидат-кмет на София издигат Волен Сидеров, който получава 1728 гласа. През 2005 г. на частичните избори в София участва в коалиция, водена от СДС, с кандидат за кмет Минко Герджиков.

#### 2001 г. за НС
На парламентарните избори през 2001 г. НС-БЗНС участва в коалиция „Обединени земеделски сили“ (ОЗС) заедно с БЗНС „Никола Петков“. Коалицията получава 15 504 гласа, или 0,34%.

#### 2005 г. за НС
За парламентарните избори през 2005 г. НС-БЗНС и БЗНС (ръководен от Георги Пинчев) първоначално сформират коалиция „БЗНС-обединен“. Предварително обявеното желание е в коалицията да влезе и БЗНС - Народен съюз (ръководен от Анастасия Мозер), който да има водеща роля като най-голяма партия, но това не се осъществява след като Янев и Пинчев отиват на среща с лидера на СДС Надежда Михайлова по време, когато БЗНС-НС подписва предизборно споразумение със Съюза на свободните демократи и ВМРО-БНД. Вследствие БЗНС-обединен участва на изборите в коалиция „ОДС — СДС, Демократическа партия, Движение „Гергьовден“, БЗНС, НС–БЗНС, ДРОМ“. Коалицията печели 280 323 гласа или 7,7% и от нея в XL народно събрание влизат 20 депутати.